# Пономарёв, Иван Семёнович
Иван Семёнович Пономарёв (1922—1943) — советский военнослужащий. Участник Великой Отечественной войны. Герой Советского Союза (1944). Гвардии старший сержант.

## Биография
Родился 1 марта 1922 года в деревне Криво-Хандала Енисейского уезда Енисейской губернии РСФСР (ныне деревня Тасеевского района Красноярского края Российской Федерации) в крестьянской семье. Русский. После окончания семи классов неполной средней школы работал в колхозе. В начале 1941 года семья Пономарёвых переехала в посёлок Сосновка Калининского района Фрунзенской области Киргизской ССР (ныне село Жайыльского района Чуйской области Кыргызской Республики). До призыва на военную службу работал на строительстве Чуйского оросительного канала.
В ряды Рабоче-крестьянской Красной Армии был призван Калининским районным военкоматом в мае 1941 года. Срочную службу начал в стрелковой части на Дальнем Востоке. Окончил полковую школу младших командиров. В боях с немецко-фашистскими захватчиками старший сержант Иван Пономарёв с марта 1943 года в должности командира миномётного расчёта 3-го стрелкового батальона 233-го гвардейского стрелкового полка 81-й гвардейской стрелковой дивизии 64-й армии (с 1 мая 1943 года — 7-я гвардейская армия) Воронежского фронта. С марта до июня 1943 года дивизия, в которой служил гвардии старший сержант Иван Пономарёв, вела оборонительные бои на правом берегу реки Северский Донец в районе Белгорода. В ходе оборонительной фазы Курской битвы 81-я гвардейская стрелковая дивизия держала оборону на корочинском направлении. 12 июля 1943 года участвовал в контрнаступлении Воронежского фронта, в ходе которого противник был отброшен на исходные позиции. 18 июля 1943 года 7-я гвардейская армия была передана Степному фронту. В ходе наступательной фазы сражения на Курской дуге гвардии старший сержант Иван Пономарёв, переведённый на должность командира стрелкового отделения, принимал участие в Белгородско-Харьковской операции, освобождении города Харькова.
После разгрома немецко-фашистских войск на Курской дуге войска Степного фронта практически без паузы включились в Битву за Днепр, проведя Полтавско-Кременчугскую операцию. В ходе освобождения Левобережной Украины участвовал в боях за города Мерефа и Красноград. За храбрость, проявленную при ликвидации вражеских заслонов, пытавшихся замедлить стремительное продвижение советских войск к Днепру, был награждён медалью «За отвагу». 
Преследуя стремительно отступающего противника, 7-я гвардейская армия к исходу 23 сентября 1943 года передовыми частями вышла к реке Днепр в районе село Новый Орлик — усте реки Орель. Согласно боевому приказу № 00360/оп командующего 7-й гвардейской армией войскам ставилась задача в ночь на 25 сентября 1943 года форсировать реку передовыми частями и захватить группу безымянных островов в русле Днепра, острова Бородаевские и остров Глинск-Бородаевский, выслав одновременно разведывательные группы на правый берег реки в сёла Бородаевка и Домоткань. Выполняя приказ, Иван Пономарёв с пятью бойцами своего отделения на подручных средствах преодолел Днепр и высадился на одном из Бородаевских островов. Обнаружив вражескую засаду, гвардейцы вступили в бой с превосходящими силами противника, в результате которого они уничтожили 20 немецких солдат и ещё 7 взяли в плен. После зачистки острова группа под командованием Ивана Пономарёва без потерь вернулась в расположение своей части. В ночь на 26 сентября 1943 года штурмовые отряды 81-й гвардейской стрелковой дивизии форсировали Днепр в районе Бородаевских островов. При захвате плацдарма на правом берегу реки, действуя смело и решительно, гранатами и огнём из автомата уничтожил заранее разведанные огневые точки противника. 
В течение 27 и 28 сентября 1943 года подразделения дивизии на захваченном плацдарме отбивали многочисленные контратаки вражеской пехоты и танков, поддерживаемых самоходными орудиями и авиацией, обеспечив возможность переправы главных сил. 1 октября 1943 года противник бросил на ликвидацию плацдарма крупные силы пехоты и до 110 танков, которых с воздуха поддерживала штурмовая и бомбардировочная авиация. Напряженные бои за удержание плацдарма продолжались до 10 октября 1943 года, в ходе которых подразделения 7-й гвардейской армии не только удержали за собой плацдарм, но и нанесли серьёзное поражение противнику, создав предпосылки для дальнейшего наступления.
О дальнейшей судьбе Ивана Пономарёва с 27 сентября 1943 года ничего точно не известно. По официальной версии он пропал без вести во время боёв за плацдарм на правом берегу Днепра в период с 27 сентября по 10 октября 1943 года. Однако в связи с опубликованием архивов Министерства обороны и обнаружении новых документов в последнее время высказывается версия о том, что Иван Пономарёв погиб 5 ноября 1943 года в ходе Пятихатской операции в бою за деревню Старая Лелюховка (или 2-я Лелюховка) Петровского района Кировоградской области Украинской ССР и был похоронен на её северо-западной окраине. 
Указом Президиума Верховного Совета СССР «О присвоении звания Героя Советского Союза генералам, офицерскому, сержантскому и рядовому составу Красной Армии» от 22 февраля 1944 года за «образцовое выполнение боевых заданий командования при форсировании реки Днепр, развитие боевых успехов на правом берегу реки и проявленные при этом отвагу и геройство» удостоен звания Героя Советского Союза.

## Награды
- Медаль «Золотая Звезда» (22.02.1944);
- орден Ленина (22.02.1944);
- медаль «За отвагу» (09.09.1943).

## Память
- Именем Героя Советского Союза И. С. Пономарёва названа улица в селе Тасеево Красноярского края.
- Имя Героя Советского Союза И. С. Пономарёва носит средняя школа в посёлке Сухово Тасеевского района Красноярского края.

## Документы
- Общедоступный электронный банк документов «Подвиг Народа в Великой Отечественной войне 1941—1945 гг.» Дата обращения: 10 октября 2012. Архивировано из оригинала 13 марта 2012 года.

Представление к звани Героя Советского Союза. Дата обращения: 10 октября 2012. Архивировано 13 декабря 2012 года.
Указ Президиума Верховного Совета СССР о присвоении звания Героя Советского Союза. Дата обращения: 10 октября 2012. Архивировано 13 декабря 2012 года.
Медаль «За отвагу» (приказ о награждении). Дата обращения: 10 октября 2012. Архивировано 13 декабря 2012 года.
- Обобщенный банк данных «Мемориал». Дата обращения: 10 октября 2012. Архивировано из оригинала 10 мая 2012 года.

ЦАМО, ф. 58, оп. 977522, д. 588. Дата обращения: 10 октября 2012. Архивировано 13 декабря 2012 года.